# Пришибский сельский совет (Балаклейский район)
Пришибский сельский совет — входит в состав Балаклейского района Харьковской области Украины.
Административный центр сельского совета находится в с. Пришиб.

## История
- 1600 — дата образования.

## Населённые пункты совета
- с. Пришиб
- пос. Покровское
- с. Яворское